# Die Wand
Die Wand ist ein Roman der Schriftstellerin Marlen Haushofer aus dem Jahr 1963. Dieser dritte und erfolgreichste Roman der damals 43-jährigen Autorin beschreibt das Leben einer Frau, die durch eine plötzlich auftauchende, unsichtbare Wand von der Zivilisation abgeschnitten wird. Die Verfilmung des Romans kam 2012 unter demselben Titel in die Kinos. Im gleichen Jahr wurde der Stoff von Christian Nickel für das Burgtheater inszeniert.

## Inhalt
Die vierzigjährige namenlose Protagonistin tritt in dem Roman als Ich-Erzählerin auf. Sie reist mit ihrer Cousine Luise und deren Ehemann Hugo an einem Wochenende zu einer Jagdhütte ins Gebirge. Das Ehepaar sucht abends noch eine im Tal gelegene Gaststätte auf. Morgens vermisst die Erzählerin ihre Begleiter und verlässt die Hütte, um nach ihnen Ausschau zu halten. Doch am Ausgang der Schlucht stößt sich der bei ihr verbliebene Hund des Paares die Schnauze an einer unsichtbaren Sperre blutig. Ein Mann, der im Tal an einem Brunnen Wasser schöpft, wirkt in ihrem Fernglas wie versteinert.
Es scheint, als habe ein großes Unglück alle – zumindest aber alle ihr durch die durchsichtige Wand erkennbaren – Lebewesen tödlich erstarren lassen. Die Ich-Erzählerin ist durch die rätselhafte Wand vor diesem Unglück geschützt und zugleich  gefangen. Da sich das von der Wand umschlossene Gebiet über mehrere Jagdreviere erstreckt, lernt die so Isolierte allmählich, sich von den verbliebenen Vorräten, den Früchten und Tieren des Waldes und ihrem Garten zu ernähren. Zu der Sorge um ihre eigene Existenz kommt dabei bald die Sorge um verschiedene Tiere, die ihr zulaufen: neben dem Hund mehrere Katzen sowie eine trächtige Kuh. Während des dritten Winters fertigt sie den vorliegenden Bericht an – ohne zu wissen, ob ihn jemals jemand zu Gesicht bekommen wird. Zu ihrem früheren Leben entwickelt sie eine zunehmende Distanz, die sich besonders bei der Betrachtung ihres Verhältnisses zu ihren Töchtern ausdrückt, deren Schicksal ungewiss ist.
Gegen Ende erscheint auf der Alm, welche die Frau als Sommerquartier bezogen hat, ein Mann. Da er ohne ersichtlichen Grund ihren von der Kuh geborenen jungen Stier mit einer Axt erschlägt und auch den zur Hilfe eilenden Hund tötet, läuft sie zur Almhütte, bewaffnet sich mit ihrem Jagdgewehr und erschießt den Mann, ohne zu zögern. Der Roman klingt optimistisch aus. Am Ende schreibt die Erzählerin unter anderem: „Seit heute früh weiß ich sicher, daß Bella ein Kalb haben wird. Und, wer weiß, vielleicht wird es doch wieder junge Katzen geben.“ Ihr Schicksal bleibt offen.

## Entstehung und Hintergrund

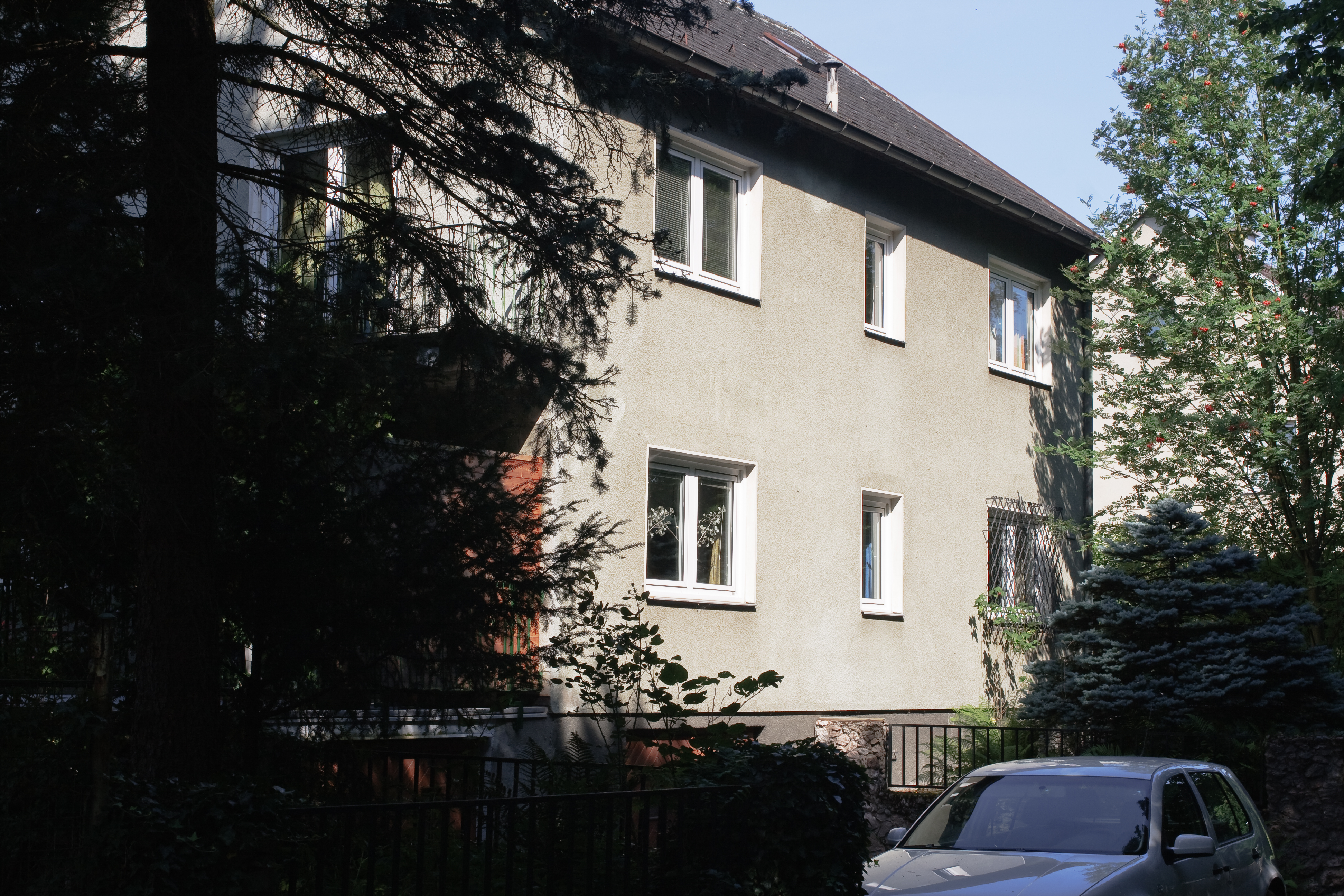
Wohnsitz ab 1960: Taborweg 19 in Steyr

Marlen Haushofer erwähnte in einem Gespräch: „Der Stoff zur Wand muß immer schon dagewesen sein (…) Ich habe ihn mehrere Jahre herumgetragen, aber ich habe mir nicht einmal Notizen gemacht (…). Ich habe auch mit niemandem darüber gesprochen.“ Die Autorin wohnte in den 1950er Jahren mit ihrer Familie in der Steyrer Innenstadt, zuletzt im Haus Pfarrgasse 8. Dieses mehrere hundert Jahre alte Bürgerhaus war nicht nur eng und schlecht beheizt, sondern beherbergte auch eine Schlachterei. Dies habe sie sehr belastet, wie sie in einem Brief an ihren Mentor Hans Weigel schreibt.
Im Spätsommer 1960 übersiedelte die Familie in das Haus Taborweg 19, ein Zweifamilienhaus mit Garten und Zentralheizung im Stadtteil Tabor. Erst danach, im November 1960, begann Haushofer mit der Niederschrift des Romans. Der Arbeitstitel lautete erst Die gläserne Wand, wurde jedoch noch während der Arbeit am Manuskript in Die Wand umgeändert. Die erste Niederschrift ist noch in der dritten Person abgefasst und die später namenlose Ich-Erzählerin heißt Isa, der Hund Maxi (später: Luchs).

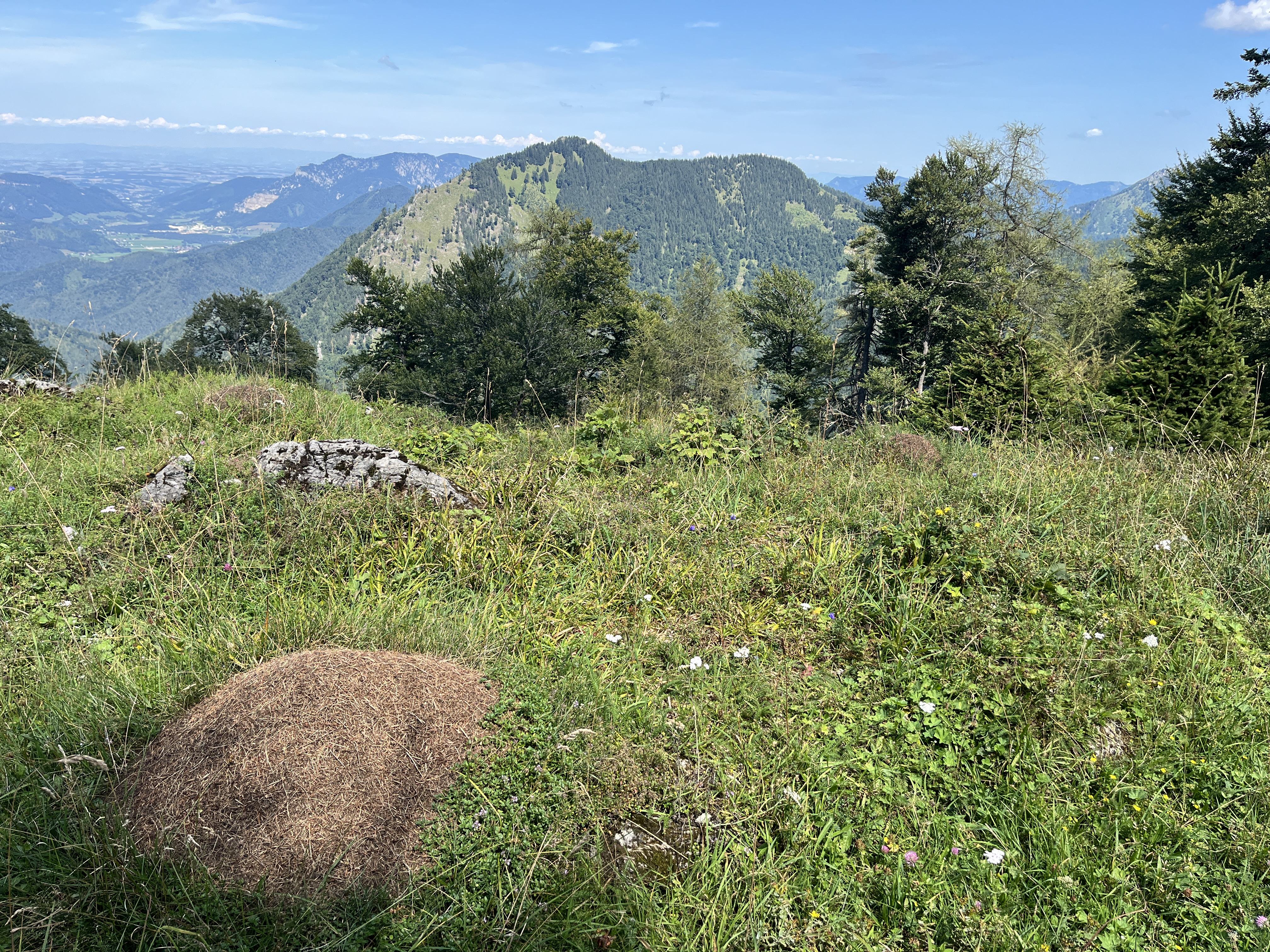
Blick von der Haidenalm auf das Steyrtal mit dem Mollner Becken (links). Rechts davon im Mittelgrund Großer und Kleiner Spitzberg

Das Vorbild für das Jagdhaus ist die 1924 erbaute, etwa eine Stunde Fußmarsch vom Forsthaus Effertsbach entfernte Lackenhütte im Mollner Ortsteil Ramsau. Die Alm, auf welche die Ich-Erzählerin mit den Tieren im Sommer übersiedelt, ist der Haidenalm nachempfunden.
Die Autorin ließ sich bei Fragen über Tiere und Pflanzen von ihrem Bruder Rudolf beraten, der ein Studium der Forstwissenschaft abgeschlossen hatte. Das Setzen von Interpunktionszeichen und Absätzen im Typoskript überließ sie ihrem Mentor Hans Weigel. Für die Publikation wechselte Haushofer vom österreichischen Zsolnay-Verlag zu S. Mohn (Gütersloh).

## Rezeption
Haushofers Roman kann in vielfältiger Weise rezipiert werden. Er kann als radikale Zivilisationskritik verstanden werden, die den Menschen wieder in die Natur zurückversetzt und ihm Kulturgüter wie den am Haus langsam zuwachsenden Mercedes als ebenso unsinnig wie überflüssig entzieht. Positiv betrachtet, sichert sie dem Menschen dadurch das Überleben – und die Möglichkeit, sich zu läutern. Andererseits fordert sie durch die isolierte Lebensweise der Erzählerin einen hohen Tribut.
Der einzige weitere Überlebende erweist sich als so aggressiv, dass er, kaum eingeführt, von der Protagonistin erschossen wird. Eine darauf Bezug nehmende Lesart ist, den Roman als Kritik am Patriarchat aufzufassen. Zwar wird der verstorbene Ehemann der Erzählerin in ihren Erinnerungen nicht angeprangert, doch er spielt eine Nebenrolle und immer wieder fällt auf, wie unzufrieden sie mit ihrem bisherigen Leben gewesen sein musste. Die Protagonistin erwähnt, dass sie ihre Situation nur mit einer alten Frau teilen wolle und dass sie lieber alleine lebe, als mit einem Mann zu zweit eingeschlossen zu sein. Dieses Detail stützt die Aussage der Kritik am Patriarchat und zeigt gleichzeitig, wie sie sich langsam mit ihrer Situation abfindet.
Deutlich sind die Eigenschaften einer Robinsonade zu erkennen: Ein Mensch wird unversehens und unverschuldet zu einem einsamen Inseldasein gezwungen und muss sich die notwendigen Kulturtechniken erst wieder aneignen, um überleben zu können. Eine Gemeinsamkeit ist außerdem die zutiefst verunsichernde Begegnung mit dem lange verborgen gebliebenen anderen Menschen; im Unterschied zu Robinson Crusoe endet allerdings das Zusammentreffen sofort in einer Katastrophe.
Nochmals erscheint das Motiv der Wand im 1966 erschienenen, stark autobiografisch geprägten Kindheitsroman Himmel, der nirgendwo endet. Dort heißt es: „Ganz langsam wächst eine Wand zwischen Mutter und Tochter auf. Eine Wand, die Meta nur in wildem Anlauf überspringen kann; kopfüber in die blaue Schürze, in eine Umarmung, die Mama fast den Hals verrenkt und ihr das Haar aus dem Knoten reißt.“ Von dieser Warte aus lässt sich die Lage der Wand-Erzählerin auch als Metapher für die Einsamkeit des Menschen verstehen, als Gefangenschaft im Ich. Diesen Blickwinkel nimmt Henner Reitmeier in seinem Relaxikon-Artikel über Haushofer ein. Nebenbei macht Reitmeier auf eine bedenkliche Schwachstelle in der Romankonstruktion aufmerksam. Zu Beginn, nach dem Zusammenstoß mit der unsichtbaren Sperre am Ausgang der Schlucht, kann die Ich-Erzählerin gar nicht wissen, welches Ausmaß das Verhängnis haben wird. Eine kurze Untersuchung des Verlaufs der rätselhaften Wand bricht sie ab, um sich um eine mitgefangene Kuh zu kümmern. Gleichwohl geht sie sofort davon aus, im Gebirgskessel isoliert zu sein. Das bestätigt sich erst Wochen später bei einer Wanderung zur Alm. Hier liegt der Verdacht nahe, dass sie trotz der Tragik der Verloren- und Verlassenheit sie diese auch begrüßt.
Oskar Jan Tauschinski ordnet den Roman dem magischen Realismus zu: Habe man die unerklärliche Existenz der Wand erst einmal akzeptiert, ergebe sich alles Weitere mit „der Unerbittlichkeit einer antiken Schicksalstragödie“. Die Spannung liege in der sachlich trockenen und exakten Schilderung dieser Ereignisse. Themen seien nicht nur der „matriarchalisch regierte Mikrokosmos“, den sich die Ich-Erzählerin schafft, sondern auch die Isolation, die ab der Lebensmitte die meisten denkenden Menschen betreffe. Tauschinski fasst die Hoffnungs- und Zukunftslosigkeit oder auch „Weltraumkälte“ des Romans folgendermaßen zusammen: „Erwarte nichts und trachte dennoch, mit allen deinen Kräften zu bestehen! Du bist allein. Keinem Menschen bist du nütze. Und fände sich auch ein Mensch in deiner Nähe, sei überzeugt, er wäre dein Todfeind!“
Über die vorangegangenen Rezeptionsansätze hinaus lässt sich Haushofers Roman auch als Geschichte eines letztlich harmonischen Zusammenlebens von Mensch und Tier in einer größtenteils unberührten Natur lesen. In manchen Passagen erscheinen sogar Züge einer Katzengeschichte, welche die Autorin wiederum im Kinderbuch Bartls Abenteuer (1964) aufnimmt. Insgesamt bleibt Haushofers Roman eine in schlichter, wenn auch sehr genauer Sprache dargebotene Utopie, die zwischen Aufbegehren und Versöhnlichkeit zu schwanken scheint und vielleicht gerade darum das beliebteste Werk der Autorin ist.

## Soziale Medien
Im Jahr 2019 entdeckte die französische Bloggerin Diglee zufällig das ihr bis dahin unbekannte Buch in einer Buchhandlung. Sie war so beeindruckt, dass sie ihre Empfindungen bei Instagram postete. Dies führte zu einem solchen Käuferansturm auf das Buch, dass der Verlag Actes Sud es in einer „Notaktion“ nachdrucken musste. „Seither boomt der Roman in ganz Frankreich im Zeichen eines neuen Öko-Feminismus“.

## Ausgaben (Auswahl)
- 1963 im Mohn Verlag
- 1968 im Claassen Verlag, als Taschenbuch: dtv, München 1999, ISBN 3-423-12597-7.
- 1986 im Ernst Klett Verlag, Stuttgart, mit Materialien für den Literaturunterricht, ISBN 3-12-351960-0.
- 2004 im List-Taschenbuch-Verlag, Berlin, mit einem Nachwort von Klaus Antes, ISBN 978-3-548-60867-9; ISBN 978-3-548-61066-5 (Sonderausgabe 2012).
- 2010 im Verlag Büchergilde Gutenberg, ISBN 978-3-7632-6300-4; ISBN 978-3-7632-6301-1.

### Hörbuch
- Marlen Haushofer: Die Wand, gekürzte Lesung, Sprecherin: Elisabeth Schwarz, Hörbuch Hamburg 2007, ISBN 978-3-89903-753-1.
- Marlen Haushofer: Die Wand, ungekürzte Lesung von Julia Stemberger, Doppel-CD, Preiser/Naxos 2002, ISBN 978-3-7085-0020-1.

### Verfilmung
In den Jahren 2010 und 2011 verfilmte der österreichische Regisseur Julian Pölsler den Roman mit Martina Gedeck in der Hauptrolle. Der gleichnamige Film wurde von Coop99 und Starhaus Filmproduktion produziert und hatte am 12. Februar 2012 auf der Berlinale Premiere. Der Kinostart in Österreich und Deutschland war im Oktober 2012.